# Undertow
Undertow (рус. Подводное течение) — дебютный студийный альбом американской альтернативной метал группы Tool, выпущенный 6 апреля 1993 года на звукозаписывающем лейбле Zoo Entertainment. Согласно AllMusic, Undertow способствовал популяризации прогрессивного рока, а также помог удержаться в мейнстриме металу в целом. Альбом был издан в период пика популярности гранжа и начала широкого распространения поп-панка. AllMusic указывают, что успех альбома обусловлен «ярким, запоминаюшимся видеорядом, дополняющим тоскливое нигилистическое настроение». По состоянию на июль 2010 года в США было продано более 2,910,000 копий альбома, что позволило ему дважды получить статус платинового.

## Список композиций
| №                   | Название                              | Длительность |
| ------------------- | ------------------------------------- | ------------ |
| 1.                  | «Intolerance»                         | 4:54         |
| 2.                  | «Prison Sex»                          | 4:56         |
| 3.                  | «Sober»                               | 5:06         |
| 4.                  | «Bottom» (при участии Генри Роллинза) | 7:14         |
| 5.                  | «Crawl Away»                          | 5:29         |
| 6.                  | «Swamp Song»                          | 5:31         |
| 7.                  | «Undertow»                            | 5:22         |
| 8.                  | «4°»                                  | 6:03         |
| 9.                  | «Flood»                               | 7:45         |
| 10.                 | «Disgustipated»                       | 15:47        |
| Общая длительность: | Общая длительность:                   | 69:13        |

| №                   | Название            | Длительность |
| ------------------- | ------------------- | ------------ |
| 11.                 | «Flood (Live)»      | 7:45         |
| Общая длительность: | Общая длительность: | 75:52        |

## Чарты

### Альбом
| Год  | Чарт            | Позиция |
| ---- | --------------- | ------- |
| 1993 | Billboard 200   | 50      |
| 1993 | Top Heatseekers | 1       |

### Синглы
| Год  | Сингл        | Чарт                   | Позиция |
| ---- | ------------ | ---------------------- | ------- |
| 1993 | «Sober»      | Mainstream Rock Tracks | 13      |
| 1994 | «Prison Sex» | Mainstream Rock Tracks | 32      |
| 1994 | «Sober»      | Mainstream Rock Tracks | 23      |

## Сертификации
| Регион                                                      | Сертификация  | Продажи    |
| ----------------------------------------------------------- | ------------- | ---------- |
| США (RIAA)                                                  | 2× Платиновый | 2,910,000^ |
| Канада (Music Canada)                                       | Платиновый    | 100 000^   |
| ^ Данные о тиражах приведены только на основе сертификации. |               |            |

## Участники записи
| - Мэйнард Джеймс Кинан — вокал - Адам Джонс — гитара, ситар на «4°» - Пол Д'Амур — бас-гитара - Дэнни Кэри — ударные | Приглашенные участники - Генри Роллинс — вокал «Bottom» - Statik — программирование на «Disgustipated» - Сильвия Мэсси — продюсирование и микширование - Рон Сен Жермен — микширование |